# Pholcus lamperti
Pholcus lamperti là một loài nhện trong họ Pholcidae. Loài này được phát hiện ở Oost-Afrika.